# Kaliumarsenit
Kaliumarsenit (genauer Kaliumorthoarsenit) ist eine anorganisch-chemische Verbindung. Es ist das Kaliumsalz der Arsenigen Säure.

## Eigenschaften
Kaliumarsenit ist ein weißes, nicht brennbares Pulver, das sich leicht in Wasser löst. Unter Hitzeeinwirkung und bei Kontakt mit dem Kohlendioxid der Luft zersetzt es sich unter Freisetzung von giftigen, arsenhaltigen Dämpfen. Kaliumarsenit bildet mit Säuren Arsin.

## Sicherheitshinweise
Eine Vergiftung mit Kaliumarsenit ist bereits in geringer Dosierung tödlich. Der Stoff kann oral (über den Mund) oder über die Atemwege aufgenommen werden. Akute Symptome einer Vergiftung sind Bauchschmerzen, brennendes Gefühl im Hals und in der Brust, Erbrechen, Durchfall, Schwindel, Kopfschmerzen, Schock oder Kollaps. Kaliumarsenit verändert das Erbgut und wirkt stark krebserregend.